# Lijst van voetbalinterlands Bahrein - Myanmar
Deze lijst van voetbalinterlands is een overzicht van alle officiële voetbalwedstrijden tussen de nationale teams van Bahrein en Myanmar. De landen hebben tot op heden vijf keer tegen elkaar gespeeld. De eerste ontmoeting was een wedstrijd tijdens de Aziatische Spelen 1974 op 2 september 1974 in Teheran (Iran). Het laatste duel, een vriendschappelijke wedstrijd, vond plaats in Thanyaburi (Thailand) op 27 mei 2022.

## Wedstrijden
| № | Plaats       | Datum            | Competitie                 | Wedstrijd         | Uitslag |
| - | ------------ | ---------------- | -------------------------- | ----------------- | ------- |
| 1 | Teheran      | 2 september 1974 | Aziatische Spelen 1974     | Birma − Bahrein   | 4 − 0   |
| 2 | Kuala Lumpur | 10 oktober 2003  | Azië Cup 2004 kwalificatie | Birma − Bahrein   | 1 − 3   |
| 3 | Riffa        | 20 oktober 2003  | Azië Cup 2004 kwalificatie | Bahrein − Birma   | 4 − 0   |
| 4 | Riffa        | 16 oktober 2018  | Vriendschappelijk          | Bahrein − Myanmar | 4 − 1   |
| 5 | Thanyaburi   | 27 mei 2022      | Vriendschappelijk          | Myanmar − Bahrein | 0 − 2   |

## Samenvatting
| Competitie            | Totaal gespeeld | Winst Bahrein | Gelijk | Winst Myanmar | Doelsaldo Bahrein – Myanmar |
| --------------------- | --------------- | ------------- | ------ | ------------- | --------------------------- |
| Azië Cup-kwalificatie | 2               | 2             | 0      | 0             | 7 − 1                       |
| Aziatische Spelen     | 1               | 0             | 0      | 1             | 0 − 4                       |
| Vriendschappelijk     | 2               | 2             | 0      | 0             | 6 − 1                       |
| Totaal                | 5               | 4             | 0      | 1             | 13 − 6                      |

Wedstrijden bepaald door strafschoppen worden, in lijn met de FIFA, als een gelijkspel gerekend.